# ニコラウス・レーナウ

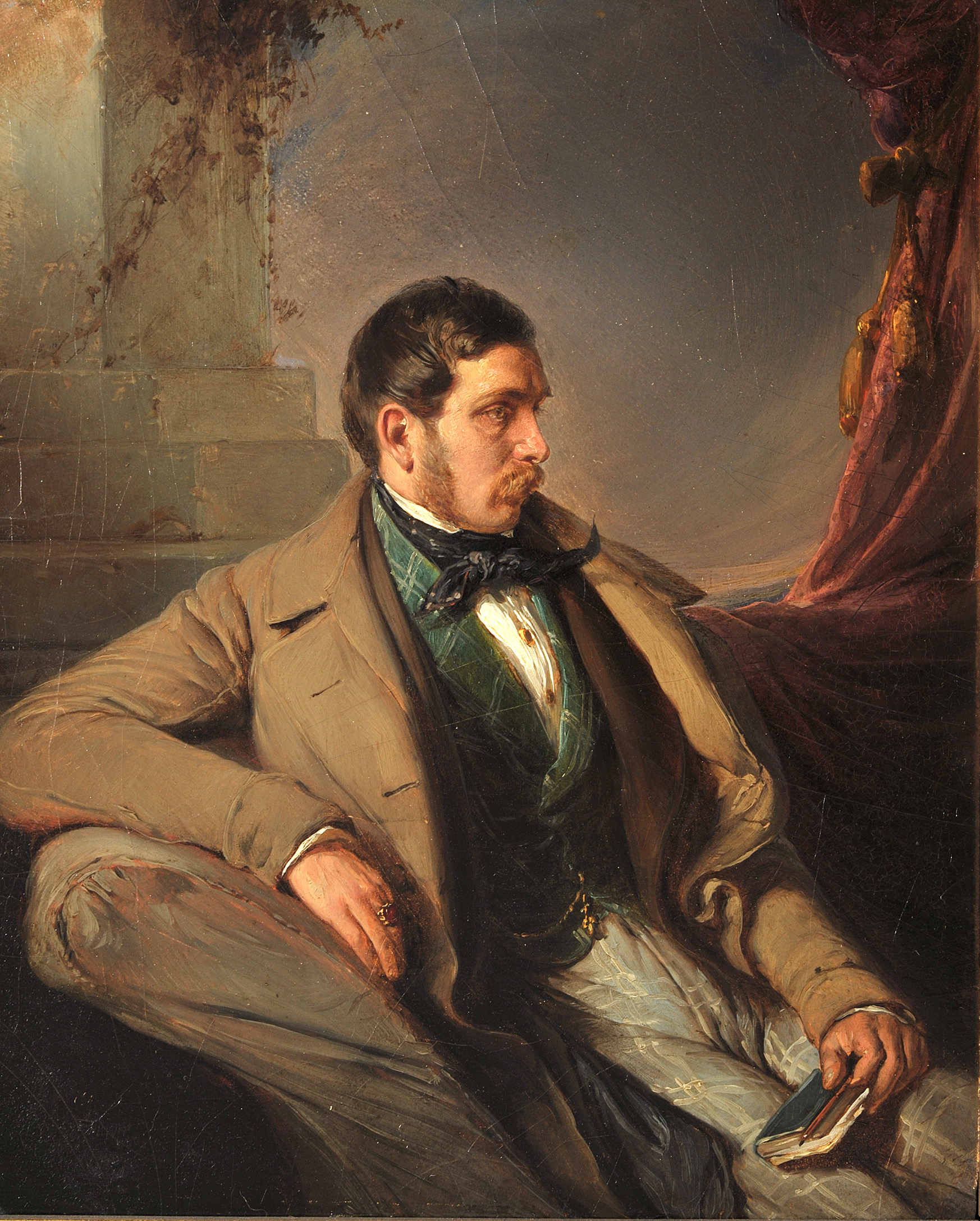
ニコラウス・レーナウの肖像（1839年）

ニコラウス・レーナウ（Nikolaus Lenau、1802年8月13日 - 1850年8月22日）は、ハンガリー出身のオーストリアの詩人。本名はニコラウス・フランツ・ニーンブシュ・エドラー・フォン・シュトレーレナウ（Nikolaus Franz Niembsch Edler von Strehlenau）。代表作に、自然をテーマにした『葦の歌』（1832年）や『森の歌』（1843年）、叙事詩『ファウスト』（1836年）、『サヴォナローラ』（1837年）などがある。

## 略歴
当時ハンガリー領だったシャダート（Schadat、現在のルーマニア・ティミシュ県レナウヘイム）で、ドイツ・スラブ系の父親とドイツ・ハンガリー系の母親の間に生まれる。ウィーン大学では哲学、法律、医学など専攻分野を転々とするものの、莫大な遺産が手に入ったことから1831年にシュトゥットガルトに移り、ルートヴィヒ・ウーラント（Ludwig Uhland）らシュヴァーベン詩派の作家と親交を持ちつつ文筆活動を行う。
1832年には自由の国アメリカにわたるが、実情に幻滅して帰欧する。
1834年より友人の妻ゾフィー・レーヴェンタール（Sophie von Löwenthal）との恋愛関係に悩み、1844年に発狂して自殺を図り、5年間の入院の末、精神病院で悲惨な最期を遂げた。クロスターノイブルクの集落ヴァイトリンク（Weidling）のKlosterneuburg-Weidlingに埋葬されている。
ハンガリー的情熱と、スラブ的憂鬱の交じり合った独自の作風により「世界苦の詩人」として知られ、ポーランドの民族運動に同情的であったために「オーストリアのバイロン」とも呼ばれた。。
生誕の地であるシャタードは、1926年に彼にちなんでレナウヘイム（Lenauheim）と改称された。

## レーナウと音楽
レーナウはベートーヴェンを崇拝し、自らヴァイオリンを演奏した。また、彼の詩は多くの作曲家に創作のインスピレーションを与え、フランツ・リストの『レーナウの「ファウスト」による2つのエピソード』（1860年、第2曲は『メフィスト・ワルツ第1番』として知られる）や、リヒャルト・シュトラウスの交響詩『ドン・ファン』（1888年）の他、以下のような歌曲や交響詩などが生まれるきっかけとなった。
- フェリックス・メンデルスゾーン：『6つの歌曲Op.47』から第3曲「春の歌」（1839年）
- ロベルト・シューマン：『6つの詩とレクイエム』（1850年）
- アウグスト・クルークハルト：ピアノとオーボエとヴィオラのための『葦の歌』（1873年）
- アンリ・ラボー：交響詩『夜の行列』（1899年）
- アルバン・ベルク：『7つの初期の歌曲』から第2曲「葦の歌」（1908年）